# François Robichon de la Guérinière
François Robichon de la Guérinière (Essay (Orne), 8 mei 1688 - Parijs, 2 juli 1751) was een Franse hofstalmeester en rijinstructeur die een tot op heden geldige rijmethode beschreef.

## École de Cavalerie
In zijn werk École de Cavalerie dat tussen 1729 en 1731 in meerdere delen en in 1733 als geheel verscheen vroeg hij als eerste aandacht voor een systematische training van paarden die volgens hem van licht naar zwaar opgebouwd zou moeten worden. Guérinière wees elke vorm van geweld bij de opleiding van paarden van de hand en wenste een training die op de individuele aanleg en ontwikkeling van de dieren afgestemd is. De door hem geformuleerde zienswijzen vormen nog steeds de basis voor de klassieke opleiding van dressuurpaarden, met name in de hogeschooldressuur zoals deze bijvoorbeeld wordt onderwezen aan de Spaanse rijschool.
Guérinière groeide op in Normandië en behaalde in 1715 de graad  Ecuyer du Roy (schildknaap van de koning); zijn belangrijkste leermeester in de rijkunst was M. de Vendeuil. Nadat hij een goede reputatie had opgebouwd op als instructeur en leidinggevende aan een Parijse rijschool werd hij vanaf 1730 tot zijn dood aangesteld als stalmeester aan de koninklijke stallen, Grande Écurie, van Lodewijk XV. Daarnaast was hij directeur van de rijschool in de Salle du Manège.
Een belangrijke voorganger in de geweldloze africhting van paarden was Antoine de Pluvinel (1555 - 1620), maar Guérinière beschouwde de opleiding van paarden als een 'perfectionering' van de natuur en greep daarom op sommige onderdelen, bijvoorbeeld met betrekking tot de galoptraining, verder dan zijn voorgangers.
Voor zijn modernisering van de manier van rijden, met een geheel andere manier van zitten, adviseerde hij het gebruik van een nieuw ontwikkeld rijzadel.

## Publicaties
- École de cavalerie, Parijs, 1729-1730
- Eléments de cavalerie, Parijs, 1740; (herdr.: 1741, 1754, 1768, 1791)
- Manuel de Cavalerie, La Haye, 1742

## Afbeeldingen

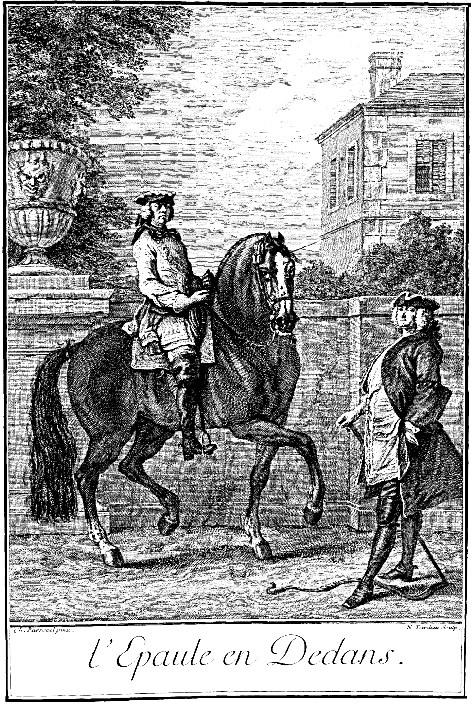
uit: École de cavalerie
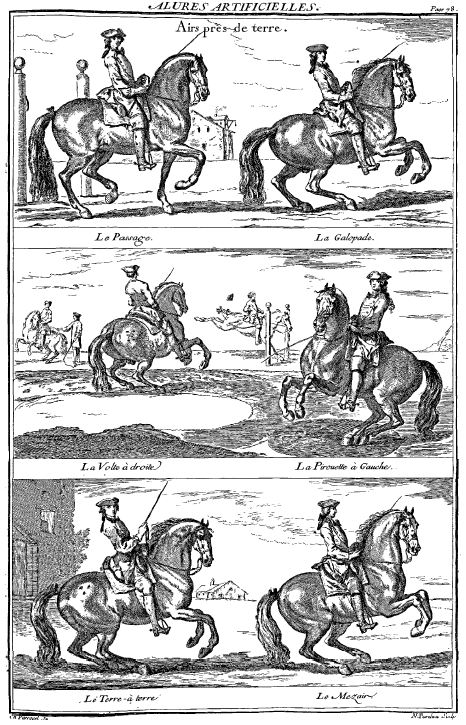
uit: École de cavalerie
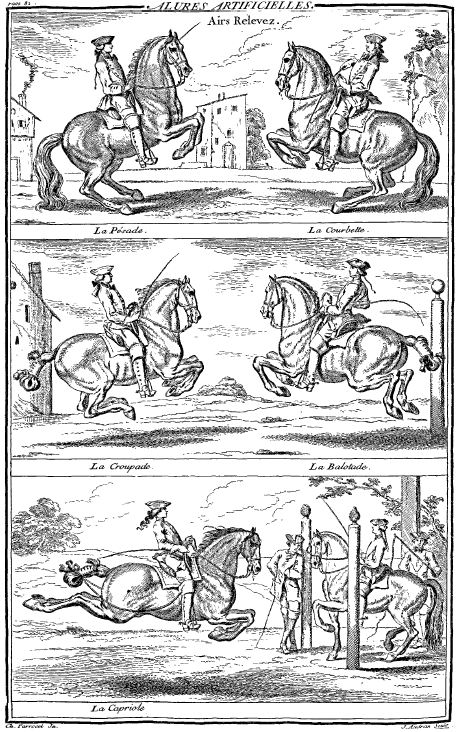
uit: École de cavalerie